# 伽利略少女
《伽利略少女》（ガリレイドンナ，Galileidonna），是A-1 Pictures製作的日本電視動畫作品。由2013年10月10日開始，在富士電視台的深夜動畫節目《noitaminA》中播放。略稱為《伽利女》（ガリドン）。

## 概要
作品是以義大利實際存在的學者「伽利略·伽利萊」子孫的三姊妹為主角，所展開的戰鬥動作冒險故事。標題設計特意加入了「Storia di tre sorelle a caccia di un mistero」這段義大利文。並由梅津泰臣負責原案、監督一職，是其繼《危險代理人》後睽違9年的作品。
其「Donna」為義大利語，意指少女、少婦。
2006年開始計畫此作品時，標題原本有將「伽利略少女」（ガリレオガール）列入考慮，但怕跟東野圭吾的伽利略系列作品混淆，最終決定使用此名。

## 故事大綱
西曆2061年，全球進入了冰河期初期。居住在義大利托斯卡尼的法拉利三姊妹，有一天被神秘組織襲擊，並突然成為了國際通緝犯，三姊妹因此過著逃跑並探索伽利略寶藏之謎的生活。

## 登場人物

### 法拉利三姊妹
三姊妹皆遺傳到母親的酒紅色眼眸。
星月·法拉利（配音員：日高里菜（日本）；羅孔柔（香港））
13歲。中學生。與父親住在一起。法拉利三姊妹的三女，慣穿灰色褲襪。
個性溫柔文靜，年紀很輕但是個難得的科學天才，經常待在家中。
常對事情感到厭煩，但在關鍵時刻會發揮大膽的行動力。
有一輛紅色可摺式類似機車的交通工具。摺合狀態時可以改做並調校至發射高壓電流炮（Stungun Launcher）模式。
喜歡金魚。除戴有一個中間有個沙漏的橙色金魚吊飾，以及腰帶的扣子也是金魚形外，自己飼養的一尾金魚，也成為自製的金魚型飛船上，電子化的導航員的形象。
在逃亡和寻找伽利略宝藏途中遭到袭击时，所带的金鱼吊饰发生反应被传送到祖先伽利略·伽利萊所在的年代，并和伽利略合作设计“伽利略号”的雏形。
神月·法拉利（配音員：大久保瑠美（日本）；葉曉欣（香港））
17歲。高中生。與母親住在一起，法拉利三姊妹的次女，慣穿黑色褲襪。
運動神經超群，並擅長少林拳法，程度絲毫不輸給專業人士。
個性較孤僻而冷靜，討厭人群。
每次團體活動都報稱不適，躲在保健室裡逃課。但也有著膽小和擔心家人的一面。
葉月·法拉利（配音員：真堂圭（日本）；詹健兒（香港））
20歲。法學部的大學生。搬離住家獨居，法拉利三姊妹的長女，慣穿橘色褲襪。
夢想是當檢察官，可是她經常逃課，成績也只是吊車尾。
經常喝酒，即使大白天也不例外。
個性奔放直率且好勝，發言辛辣。

### 三姊妹的家人
夏至生·法拉利（配音員：小山力也（日本）；陳欣（香港））
55歲，法拉利三姊妹的父親，日本人。
大學的工學教授，航空宇宙科學工程師，目前與妻子分居。
為了掩護女兒們逃脫，穿上星月的動力服誘敵，最後中了羅伯托發射的火箭推進榴彈后獨自逃亡中。后来与妻子取得联系后，帮助女儿们解决审判。
希薇亞·法拉利（配音員：桑島法子（日本）；黃玉娟（香港））
43歲，法拉利三姊妹的母親，目前與丈夫分居。
伽利略的子孫的工程師。
對祖先感到驕傲，同時也希望女兒們能以祖先為榮。
與丈夫和女兒被警察署拘捕時，被法蘭西斯科釋放，後來在與其會談中，頭部中了槍擊，爲了潛入「Adoni Moon Company」犯罪組織内部，假裝失去記憶，暗中收集法蘭西斯科的犯罪證據并與丈夫保持聯絡。最後在法庭上以原告證人身份出庭假意做證并當庭翻供，救出三姐妹。同時也暗中放走被軟禁的安娜。
冬至郎（配音員：羽佐間道夫（日本）；陳永信（香港））
法拉利三姊妹的祖父，夏至生的父親。住在日本的京都。

### 三姊妹的同行者
安娜·亨德里克斯（配音員：井上麻里奈（日本）；黃淑芬（香港））
24歳，自称是出版社的編輯和伽利略狂熱者，對於伽利略的事相當精通。
將星月的金魚型飛船取名為「伽利略號」。
雖然熱心幫助法拉利三姊妹，但卻有趁三姊妹不在船內時進行搜索的奇怪舉動，並同時與不明人士聯繫。
實際上為羅伯托的間諜，暗中向羅伯托報告三姊妹的動向。单方面喜欢羅伯托，但与伽利略三姐妹长期旅行后希望保住三姐妹的性命而被羅伯托监禁，被希薇亞放出。
紅之王（配音員：久野美咲（日本）；何晶晶（香港））
星月所駕駛金魚型機械的導航。

### Black Ganymede團
西西勞（配音員：神谷浩史（日本）；曹啟謙（香港））
28歳青年，空賊團「Black Ganymede團」的首領。
為打聽伽利略遺產的下落而襲擊法拉利一家人，卻與有著同樣目標的「Adoni Moon Company」為敵對關係。
喬凡尼（配音員：蓮岳大（日本）；葉振聲（香港））
「Black Ganymede團」的團員。
李奧納多（配音員：德本英一郎（日本）；蕭徽勇（香港））
「Black Ganymede團」的團員。
安德烈（配音員：高橋伸也（日本）；胡家豪（香港））
「Black Ganymede團」的團員。

### Adoni Moon Company
羅伯托·馬特拉齊（配音員：楠大典、日野麻理（童年）（日本）；黃啟昌、黃麗芳（童年）（香港））
33歳，世界有名的大企業「Adoni Moon Company」社長的長男，但實際並非法蘭西斯科的親生兒子，因為在過去的慘劇中失去雙親而被收養。
性格冷酷，會為了目的不擇手段，於第6集用槍謀殺了7名無辜平民。
有屬於自己的機動兵器，最后杀死了法蘭西斯科。
法蘭西斯科·馬特拉齊（配音員：松山鷹志（日本）；潘文柏（香港））
「Adoni Moon Company」的社長。为了垄断世界的能源供应而指使羅伯托暗中袭击其他能源开发企业的开采场，并诬陷伽利略姐妹迫使她们寻找伽利略宝藏。最后被伽利略家人和空贼团的帮助下解除了污蔑并被羅伯托所杀。

### 其他角色
卡西尼（配音員：福松進紗（日本）；陳永信（香港））
負責辦理法拉利三姊妹相關事務的警官。
後來與「Adoni Moon Company」勾結，拘捕法拉利一家人，最後被三姊妹逃走，並被神月擊倒。
海爾曼·漢斯（配音員：濱田賢二（日本）；周倚天（香港））
在德國的公園過著流浪漢生活的中年男性，原為工程師，從事醫療機械的開發，本來為了罹患特殊病症的女兒開發了「微型醫生」，但女兒卻在機器開發完成前就已過世，之後用來治療重傷的星月。
魯格·范赫文（配音員：松田健一郎（日本）；陳廷軒（香港））
以荷蘭為據點的竊盜團「藍鷹」的首領。
提奧·埃舍爾（配音員：山下大輝（日本）；陳琴雲（香港））
竊盜團「藍鷹」的少年成員，有位名叫卡蓮（配音員：東山奈央（日本）；何寶珊（香港））的青梅竹馬。
同樣對科學有興趣，因此與星月變成好朋友。
伽利略·伽利萊（配音員：梶裕貴（日本）；梁偉德（香港））
星月獨自回到過去時所遇到的青年，伽利略三姐妹的祖先。
与史实设定基本相同，除发明了带动力的滑翔机。
在帮助星月制作滑翔机时，喜歡上了星月。

## 登場機械
伽利略號
星月·法拉利在試作工場取得設計圖，並將其組裝出來的金魚型小型飛空艇，由導航紅之王支援操縱。
設計圖最初並非金魚造型，是星月花了三年時間改造完成的，所裝設的機關砲及飛彈原本是為了自衛所用。
「伽利略號」這個名稱是由安娜所取。
原型来自于星月穿越回到祖先伽利略时代时和祖先一同设计的滑翔机设计图。
動力服
由星月開發、設計的強化服。有著凸眼金魚的外型，並裝設機關砲及能切斷金屬門的鏈鋸型刀刃，能夠防禦子彈，但若長時間受到連續攻擊，依然會有損毀的可能。內部相當狹窄，連個子嬌小的星月都顯得擁擠。
後來夏至生為助女兒們脫逃，穿上這套衣服誘敵，最後中了RPG-7的火箭推進榴彈攻擊。
Black Ganymede號
Black Ganymede團的大型母船，搭載人型機器人及飛彈。
Aza Iron號
Messier持有的大型機動兵器，搭乘者為羅伯托，體型是伽利略號的好幾倍，擁有優秀的機動性及防禦力。

## 用語
伽利略寶藏
襲擊法拉利三姐妹組織的目標，被稱為「伽利略的遺產」。
月之草圖
由伽利略·伽利萊所繪的月球观察草圖，所谓的“伽利略宝藏”，传言为7张，被藏在世界各地，是解開伽利略寶藏之謎的關鍵。
实际只有6张，附有可能写给星月的情书，内隐藏了由于穿越回过去的星月向祖先伽利略提出能源问题而留下的没发布的能源提炼方程式。而第7张则是祖先所画的星月的素描像画。
Adoni Moon Company
世界有名的能源開發大企業，擁有最大規模的甲烷水合物開採場。为了垄断世界的能源供应而暗中指使“Messier”破坏其他能源开发企业的开采场。
Messier
属于Adoni Moon Company的從事不法勾當的地下組織，領導者為羅伯托。
Black Ganymede團
國際犯罪集團，由于被诬陷与能源开采场攻击有关而与三姐妹有共同利益关系有所帮助。

## 工作人員
- 原作：梅津泰臣、TeamGD
- 監督：梅津泰臣
- 角色設計、總作畫監督：足立慎吾
- 效果作畫監督：金子秀一
- 主動畫師：齋藤敦史
- 劇本：倉田英之、待田堂子、熊谷純、岡篤志
- 機械設計：niθ
- 道具設計：幸田直子、秋篠Denforworld日和
- 色彩設計：中島和子
- 美術監督：高橋麻穗
- 美術設定：末武康光、石本剛啟、高橋麻穗
- CGI監督：雲藤隆太
- 攝影監督：岡崎正春
- 畫質監控：宮原洋平、關香織
- 編輯：肥田文
- 音樂：濱口史郎
- 音響監督：秦昌二
- 動畫制作：A-1 Pictures
- 製作人：木村誠、井上貴允
- 動畫製作人：加藤淳、清田穰二
- 製作：伽利略少女製作委員會

## 主題歌
片頭曲
作詞、作曲、主唱：NEGOTO(ねごと)
片尾曲
作詞：Rico，作曲、編曲：齋藤真也，主唱：earthmind

## 各話標題
| 話數   | 日文標題 | 中文標題         | 香港標題         | 劇本     | 分鏡              | 演出              | 作畫監督                      |
| ------ | -------- | ---------------- | ---------------- | -------- | ----------------- | ----------------- | ----------------------------- |
| 第1話  |          | 伽俐略DNA        | 伽俐略DNA        | 倉田英之 | 梅津泰臣          | 梅津泰臣          | 足立慎吾                      |
| 第2話  |          | Messier          | Messier          | 倉田英之 | 佐佐木守          | 高橋英俊          | 佐佐木守 米澤優               |
| 第3話  |          | 金魚·生活        | 金魚·生活        | 熊谷純   | 鈴木健一          | 三浦武寬          | 篠田知宏、高木晴美 西口哲也   |
| 第4話  |          | 雪的禮物         | 雪的禮物         | 岡篤志   | 阿保孝雄          | 阿保孝雄          | 松本顯吾 鈴木豪               |
| 第5話  |          | 星座夢幻         | 星座夢幻         | 待田堂子 | 橘正紀            | 河合滋樹          | 安達祐輔 西尾智惠             |
| 第6話  |          | 伽俐略寶藏       | 伽俐略寶藏       | 熊谷純   | 黑柳利允          | 伊藤祐毅          | 戶谷賢都                      |
| 第7話  |          | 鹹魚             | Salt Fish        | 熊谷純   | 安藤真裕          | 橫田一平          | 鈴木伸一 島田英明             |
| 第8話  |          | 日本             | Japanese         | 岡篤志   | 福田道生          | 町谷俊輔          | 柳隆太、高木晴美 牛尾優衣     |
| 第9話  |          | 時空金魚＜前篇＞ | 時空金魚＜前篇＞ | 待田堂子 | 大原實            | 三浦武寬 久原謙一 | 室山祥子、西口智也 小木曾伸吾 |
| 第10話 |          | 時空金魚＜後篇＞ | 時空金魚＜後篇＞ | 待田堂子 | 石平信司          | 山田弘和          | 松本顯吾、鈴木豪 神本兼利     |
| 第11話 |          | 伽俐略審判       | 伽俐略審判       | 熊谷純   | 阿保孝雄 梅津泰臣 | 阿保孝雄          | 戶谷賢都 足立慎吾             |

## 播放電視台
日本深夜動畫：下文記載的日本国内播放時間使用日本標準時間（UTC+9）表示。因為部分時間标识會採用30小时制，因此請留意这类超过24:00的时间，其實際播放時間為翌日清晨。
| 播放地區     | 播放電視台     | 播放日期                 | 播放時間（UTC+9）         | 所屬聯播網 | 備註 |
| ------------ | -------------- | ------------------------ | ------------------------- | ---------- | ---- |
| 關東廣域圈   | 富士電視台     | 2013年10月10日－12月19日 | 星期四 24時50分－25時20分 | 富士電視網 |      |
| 靜岡縣       | 靜岡電視台     | 2013年10月10日－12月19日 | 星期四 25時40分－26時10分 | 富士電視網 |      |
| 中京廣域圈   | 東海電視台     | 2013年10月10日－12月19日 | 星期四 26時20分－26時50分 | 富士電視網 |      |
| 佐賀縣       | 佐賀電視台     | 2013年10月11日－12月20日 | 星期五 25時05分－25時35分 | 富士電視網 |      |
| 福岡縣       | 西日本電視台   | 2013年10月11日－12月20日 | 星期五 26時05分－26時35分 | 富士電視網 |      |
| 山形縣       | 櫻桃電視台     | 2013年10月12日－12月21日 | 星期六 25時05分－25時35分 | 富士電視網 |      |
| 秋田縣       | 秋田電視台     | 2013年10月12日－12月21日 | 星期六 25時35分－26時05分 | 富士電視網 |      |
| 鹿兒島縣     | 鹿兒島電視台   | 2013年10月12日－12月21日 | 星期六 25時35分－26時05分 | 富士電視網 |      |
| 熊本縣       | 熊本電視台     | 2013年10月12日－12月21日 | 星期六 26時05分－26時35分 | 富士電視網 |      |
| 福島縣       | 福島電視台     | 2013年10月14日－12月23日 | 星期一 25時10分－25時40分 | 富士電視網 |      |
| 廣島縣       | 新廣島電視台   | 2013年10月14日－12月23日 | 星期一 25時40分－26時10分 | 富士電視網 |      |
| 愛媛縣       | 愛媛電視台     | 2013年10月15日－12月24日 | 星期二 25時10分－25時40分 | 富士電視網 |      |
| 宮城縣       | 仙台放送       | 2013年10月15日－12月24日 | 星期二 25時45分－26時15分 | 富士電視網 |      |
| 新潟縣       | 新潟綜合電視台 | 2013年10月15日－12月24日 | 星期二 25時45分－26時15分 | 富士電視網 |      |
| 近畿廣域圈   | 關西電視台     | 2013年10月15日－12月24日 | 星期二 25時58分－26時28分 | 富士電視網 |      |
| 岩手縣       | 岩手可愛電視台 | 2013年10月16日－12月25日 | 星期三 25時50分－26時20分 | 富士電視網 |      |
| 岡山縣香川縣 | 岡山放送       | 2013年10月22日－12月26日 | 星期二 25時45分－26時15分 | 富士電視網 |      |

| 日本 富士電視台 noitaminA第1部 星期四 24:50-25:20 節目 | 日本 富士電視台 noitaminA第1部 星期四 24:50-25:20 節目 | 日本 富士電視台 noitaminA第1部 星期四 24:50-25:20 節目 |
| ------------------------------------------------------ | ------------------------------------------------------ | ------------------------------------------------------ |
|                                                        | 伽利略少女 （2013年10月10日－12月19日）                |                                                        |
| 銀之匙 Silver Spoon （24:45-25:15）                    | 銀之匙 Silver Spoon（第2季）                           |                                                        |

| J2 星期六 23:05－23:35 節目 4月11日23:15-23:45 4月18日起23:35-24:05 5月2日23:15-24:15 | J2 星期六 23:05－23:35 節目 4月11日23:15-23:45 4月18日起23:35-24:05 5月2日23:15-24:15 | J2 星期六 23:05－23:35 節目 4月11日23:15-23:45 4月18日起23:35-24:05 5月2日23:15-24:15 |
| ------------------------------------------------------------------------------------- | ------------------------------------------------------------------------------------- | ------------------------------------------------------------------------------------- |
|                                                                                       | 伽俐略少女 （2015年2月28日－5月2日）                                                  |                                                                                       |
| 刀劍神域II （不包括第14.5話總集篇）                                                   | 東京殘響                                                                              |                                                                                       |
| J2 星期一至五 29:30－30:00 節目 9月12日暫停播映                                       |                                                                                       |                                                                                       |
| 辯魔師 重播                                                                           | 伽俐略少女 重播 （2016年8月31日－9月15日）                                            | 萌萌侵略者 重播                                                                       |

## Blu-ray／DVD
| 卷數 | 發售日         | 收錄話         | 規格編號  | 規格編號  | 規格編號  |
| 卷數 | 發售日         | 收錄話         | BD限定版  | DVD限定版 | DVD通常版 |
| ---- | -------------- | -------------- | --------- | --------- | --------- |
| 1    | 2013年12月13日 | 第1話          | ANZX-9231 | ANZB-9231 | ANSB-9231 |
| 2    | 2014年1月15日  | 第2話－第3話   | ANZX-9233 | ANZB-9233 | ANSB-9233 |
| 3    | 2014年2月19日  | 第4話－第5話   | ANZX-9235 | ANZB-9235 | ANSB-9235 |
| 4    | 2014年3月19日  | 第6話－第7話   | ANZX-9237 | ANZB-9237 | ANSB-9237 |
| 5    | 2014年4月16日  | 第8話－第9話   | ANZX-9239 | ANZB-9239 | ANSB-9239 |
| 6    | 2014年5月14日  | 第10話－第11話 | ANZX-9241 | ANZB-9241 | ANSB-9241 |

## 外部連結
- （日語）《伽利略少女》公式網站（页面存档备份，存于）
- （日語）伽利略少女的X（前Twitter）
- （日語）ANIPLEX《伽利略少女》公式網站（页面存档备份，存于）
- （日語）A-1 Pictures《伽利略少女》公式網站
- （日語）梅津泰臣 -獅子座流星軍-（页面存档备份，存于）：監督－梅津泰臣的網頁。
  - （日語）梅座流星群（页面存档备份，存于）：監督－梅津泰臣的Blog。
- （繁體中文）《伽俐略少女》TVB官方網站（页面存档备份，存于）